# Oceanic 2000
El Oceanic 2000 es un rascacielos de condominios localizado en el puerto de la ciudad de Acapulco, la ciudad más grande del estado de Guerrero (México). Con 123 metros de altura y 33 pisos fue el rascacielos más alto de dicha ciudad. Su construcción comenzó en 1992 y fue inaugurado en 1994. Su dirección es en la Avenida Costera Miguel Alemán #3111 de dicha ciudad. También en los primeros pisos cuenta con un hotel y con un restaurante en la planta baja. Cuenta con 230 habitaciones.

## Descripción
El área total del rascacielos es de 129.000 m³ y de espacio útil de 39.600 m². La construcción fue iniciada en abril de 1992 con una inversión de 9 millones de dólares y fue terminado en 1994. El diseño estuvo a cargo de Procomex. El rascacielos está anclado a 40 metros de profundidad con 60 pilotes de concreto y acero, los materiales de construcción que se utilizaron en el rascacielos fueron: hormigón, concreto armado, vidrio en la mayor parte de su muro cortina, el rascacielos puede soportar un terremoto de 8 grados en la escala de Richter. Es considerado de los primeros rascacielos inteligentes de Acapulco. Cuenta con 7 ascensores de alta velocidad, se mueven a 6,5 m por segundo.